# Hane (vapendel)

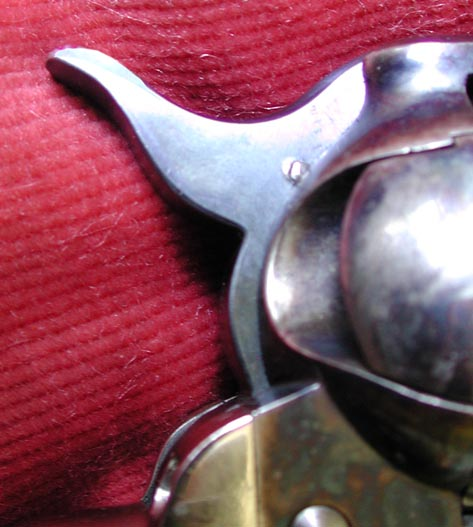
Hanen på en revolver.

En hane är den del på ett gevär, en pistol eller en revolver som genom att direkt träffa tändhatten, eller genom att slå till ett stift som träffar tändhatten, avlossar skottet.
En hane kan vara utanpåliggande, det vill säga synlig från vapnets utsida och möjlig att spänna med till exempel tummen, eller inbyggd, det vill säga ej synlig från vapnet utsida. Även en del moderna vapen är försedda med mekanismer som arbetar med en hane, ett exempel är den svenska automatkarbinen AK4.
På äldre typer av eldvapen, försedda med luntlås, hjullås, snapplås eller flintlås, slår inte hanen till en tändhatt men utför likväl en liknande rörelse som har till syfte att antända vapnets drivladdning.